# République gabonaise (Communauté française)
1959–1960
Entités précédentes :
- Colonie du Gabon

Entités suivantes :
- République gabonaise (indépendante)

La République gabonaise est un État membre de la Communauté française qui a existé de 1959 à 1960.

## Histoire
Après l’adoption de la constitution de la Ve République au Gabon avec 92,6% des suffrages, le Gabon tente de devenir, conformément à celle-ci, un département d’outre-mer. Essuyant un refus catégorique, les représentants du peuple gabonais choisissent d’adopter le statut d’État membre. Ce statut perdure jusqu’à l’indépendance du Gabon le 17 août 1960.

## Institutions
Le chef de l’exécutif est le Premier ministre, il est investi par l’Assemblée législative à la majorité absolue au premier ou au second tour. Si aucune majorité absolue est atteinte au premier ou au second tour, le Premier ministre est investi à la majorité relative. 
Le Premier ministre est responsable de la promulgation des lois, dispose du pouvoir réglementaire et dirige l’action du gouvernement. Il nomme les membres du gouvernement au nombre de douze au maximum.
L’Assemblée législative est un parlement monocaméral élu au suffrage direct pour cinq ans.
En outre, la République gabonaise dispose d’un Conseil juridique représentant l’autorité judiciaire et d’un Conseil économique et social, chambre consultative.